# Словотвір есперанто
Словотвір есперанто (есп. Vortfarado en Esperanto) — розділ мовознавства, що вивчає творення слів мови есперанто.

## Характеристика
Виділяють морфологічні та неморфологічні способи словотворення мови есперанто.
До морфологічних способів належать такі типи творення:
- суфіксальний (спосіб творення слів за допомогою суфікса): belo — beleco — belaĵo — belulo; konstruo — konstruaĵo — konstruado; infano — infanaĵo; pafo — pafado, marteli — martelado; iro — irado; malsano — malsaneco; manifesto — manifestacio; demonstro — demonstracio.
- префіксальний (спосіб творення слів за допомогою словотворчих префіксів): antaŭ — malantaŭ; patro — bopatro; urbo — ĉefurbo; kuri — diskuri; lerni — eklerni; edzo — eksedzo; veni — reveni.
- складання основ і слів (спосіб творення слів, при якому дві й більше основ поєднуються в одне слово): radikvortojn, radikkarakter, tranĉilingaro, registaro.
- редуплікація (подвоєння початкового складу (складів), основи (повністю або частково), слова або кореня): plenplena, finfine, fojfoje.

При неморфологічному способові утворення нового слова відбувається шляхом переходу слова (або окремих морферм) з однієї мови у мову есперанто: -end- (суфікс з мови ідо) — pagenda, farenda, reg (корень з латини) — registaro. В есперанто корені слів запозичені й здебільшого форма основи зберігається з вихідної мови, будь то фонетичної (eks — від міжнародних ex-, vualo від французької voile) або ортогональної (teamo, boato від англійських team, boat, soifo від французького soif). Проте, кожен корінь мови есперанто, а відтак і основа, може сформувати кілька десятків відгалужень, які будуть мало схожими на еквівалентні їм у вихідних мовах, таких як registaro (держава), яке є похідним від латинської мови root reg (правило), але за морфологією ближче до німецької.

## Афікси
Один з найбільш корисних дериваційних афіксів у мові есперанто — це mal-, за допомогою якого утворюються антоніми слів: peza (важкий) — malpeza (легкий); supren (уверх) — malsupren (униз); ami (любити) — malami (ненавидіти). Однак цей афікс не використовується для слів, антоніми яких входять до базової лексики: suda (південний), а не malsuda чи malnorda (від norda — північний).
Творення нових слів також можливо за допомогою характерних для есперанто закінчень, які виступають показниками частин мови: nura (простий, єдиний) від nur (тільки), tiama (тодішній) від tiam (тоді) або vido (зір) від vidi (бачити).
Більшість афіксів є коренями, і тому вони є невід'ємною складовою мови. Деякі афікси не є коренями і тому не впливають на віднесення основи, до якої примикають, до тієї чи іншої частини мови.

### Суфікси
| Суфікс | Офіційний | Значення | Приклади |
| ------ | --------- | --- | --- |
| -ac-   | Ні        | застосовується в ботанічній термінології                                                                                       | fabacoj (бобові) |
| -aĉ-   | Так       | низька якість, нікчемний, зневажливий                                                                                          | skribaĉi (писати нерозбірливо); veteraĉo (негода); domaĉo (будиночок); rigardaĉi (витріщатися)                                                                       |
| -ad-   | Так       | тривалість дії | kurado (біг); parolado (публічний виступ) |
| -aĵ-   | Так       | конкретний прояв ознаки | manĝaĵo (їжа); novaĵo (новина); glaciaĵo (морозиво); bovaĵo (яловичина); aĉaĵo (гидота)                                                                              |
| -al-   | Ні        | у ботанічній номенклатурі — порядок; у хімічній — альдегід; в анатомічній — кістка                                             | rozaloj (рожеві); etanalo (етаналь); nazalo (носова кістка) |
| -an-   | Так       | член, учасник, житель | kristano (християнин); usonano (житель США); ŝipano (моряк); samkursano (однокурсник); samideano (однодумець)                                                        |
| -ant-  | Так       | дієприкметник теперішнього часу                                                                                                | falanta (падаючий) |
| -ar-   | Так       | сукупність | arbaro (ліс); vortaro (словник); homaro (людство); ŝafaro (овече стадо); ŝiparo (флот); anaro (колектив)                                                             |
| -at-   | Так       | пасивний дієприкметник теперішнього часу; у хімічній номенклатурі — сіль кислоти з великим умістом кисню                       | demandata (той, що питає); sulfato (сульфат); |
| -ĉj-   | Так       | чоловіча пестлива форма | paĉjo (татко); fraĉjo (братик) |
| -ebl-  | Так       | модальність | kredebla (ймовірно) |
| -ec-   | Так       | властивість, якість | amikeco (дружба); boneco (доброта) |
| -ed-   | Ні        | в зоологічній номенклатурі — родина                                                                                            | cervedoj (тварини родини оленів) |
| -eg-   | Так       | збільшення, посилення; іноді з конотацією на позначення людей                                                                  | domego (хороми); virego (гігант); librego (велика книга); varmega (гарячий); ridegi (реготати)                                                                       |
| -ej-   | Так       | місце, приміщення | lernejo (школа, училище), vendejo (магазин), juĝejo (будівля суду, зал судових засідань), kuirejo (кухня), hundejo (псарня), senakvejo (пустеля); devenejo (джерело) |
| -em-   | Так       | схильність до чого-небудь, тенденції                                                                                           | ludema (грайливий), parolema (балакучий); brulema (легкозаймистий)                                                                                                   |
| -end-  | Так       | «який повинен бути» | pagenda (платоспроможний); farenda laboro (работа, яка повинна бути зроблена)                                                                                        |
| -er-   | Так       | частка чого-небудь | ĉenero (ланка); fajrero (іскра); neĝero (сніжинка), kudrero (застібка); vortero (морфема)                                                                            |
| -esk-  | Ні        | «на кшталт» | japaneska pentraĵo (малюнок в японському стилі); vireska virino (чоловікоподібна жінка)                                                                              |
| -estr- | Так       | головна персона, начальник | lernejestro (шкільний директор); urbestro (мер); centestro (сотник)                                                                                                  |
| -et-   | Так       | зменшення; іноді пестлива конотація на позначення людей                                                                        | dometo (будиночок); libreto (книжечка); varmeta (тепленький) |
| -i-    | Ні        | країна; група країн; наука; політичний режим                                                                                   | Ukrainio (Україна), patrio (батьківщина); Ŝengenio (країни Шенгену); geografio (географія); demokratio (демократія)                                                  |
| -iĉ-   | Ні        | на позначення слів чоловічого роду                                                                                             | reĝiĉo (король); edziĉo (чоловік); boviĉo (бик); kokiĉo (півень); profesoriĉo (професор)                                                                             |
| -id-   | Так       | нащадок, дитинча | katido (кошеня); reĝido (принц); arbido (саджанець) |
| -ig-   | Так       | робити | mortigi (вбивати); purigi (чистити) |
| -iĝ-   | Так       | робитися | amuziĝi (розважатися); naskiĝi (родитися) |
| -ik-   | Ні        | вид мистецтва, наука, техніка                                                                                                  | poetiko (поетика); elektroniko (електроніка) |
| -il-   | Так       | знаряддя, інструмент, засіб | ludilo (іграшка); tranĉilo (ніж); helpilo (підказка) |
| -in-   | Так       | на позначення слів жіного роду                                                                                                 | bovino (корова); patrino (мати); studentino (студентка) |
| -ind-  | Так       | гідний чого-небудь | memorinda (пам'ятний); kredinda (достовірний); fidinda (надійний) |
| -ing-  | Так       | те, що кудись встромляється | glavingo (піхви меча); kandelingo (свічник); ŝraŭbingo (гайка), piedingo (стремено); kuglingo (гільза)                                                               |
| -int-  | Так       | дієприкметник минулого часу | formanĝinta (той, що з'їв) |
| -ism-  | Так       | громадський рух, вчення, особливості мови, пристрасть                                                                          | komunismo (комунізм); kristanismo (християнство); germanismo (германізм)                                                                                             |
| -ist-  | Так       | людина певної професії, переконань, вчення                                                                                     | instruisto (учитель); dentisto (стоматолог); komunisto (комуніст) |
| -it-   | Ні        | пасивний дієприкметник минулого часу; у хімічній номенклатурі — сіль кислоти з меншим вмістом кисню; в медичній — захворювання | vidita (побачений); sulfito (сульфіт); bronkito (бронхіт) |
| -iv-   | Ні        | здатність | produktiva (здатний виробляти), sentiva (здатний відчувати), pagiva (здатний платити)                                                                                |
| -iz-   | Ні        | постачати, додавати | ŝtonizi (мостити каменем), orizi (покривати золотом), klimatizi (кліматизувати)                                                                                      |
| -nj-   | Так       | пестливий суфікс до жінок | Jonjo (Джоанна); panjo (мама); anjo (бабуся); vanjo (нянько); aminjo (подруга)                                                                                       |
| -obl-  | Так       | множинні числівники | duobla (подвіний); trioble (триразовий) |
| -ol-   | Ні        | у хімічній номенклатурі — спирт                                                                                                | metanolo (метанол), etanolo (етанол) |
| -on-   | Так       | дробові числівники | duona (половина); centono (сота частина); dekonaĵo (десятина) |
| -ont-  | Так       | дієприкметник майбутнього часу                                                                                                 | venonta (прийдешній) |
| -op-   | Так       | збірні числівники | duope (удвох); triopo (трійя); arope (усією групою) |
| -ot-   | Так       | пасивний дієприкметник майбутнього часу                                                                                        | skribota letero (лист, який буде написаний) |
| -oz-   | Ні        | насичений, повний, багатий | sabloza (пісчаний), ŝtonoza (кам'янистий), sukoza (соковитий) |
| -uj-   | Так       | країна; те, у чому зберігається; дерево, на якому росте                                                                        | monujo (гаманець); salujo (сільниця); abelujo (вулик); Anglujo (Англія); Kurdujo (Курдистан); pomujo (яблоня)                                                        |
| -uk-   | Ні        | кастрована тварина | bovuko (віл); ĉevaluko (мерин) |
| -ul-   | Так       | особа, яка володіє певними якостями                                                                                            | junulo (молода людина); sanktulo (святий); proksimulo (ближній) |
| -um-   | Так       | без певного значення, застосовується тоді, коли суфікси не підходять                                                           | kolumo (комірець); krucumi (розіп'яти на хресті); plenumi (виконати); brakumi (обійняти); amindumi (доглядати)                                                       |

### Префікси
| Префікс | Офіційний | Значення                                      | Приклади                                                                 |
| ------- | --------- | --------------------------------------------- | ------------------------------------------------------------------------ |
| bo-     | Так       | родинні зв'язки                               | bopatro (свекор)                                                         |
| dis-    | Так       | роз'єднання                                   | disĵeti (розкидати); dissendi (поширити)                                 |
| ek-     | Так       | початок або миттєвість дії                    | ekkrii (зойкнути); eksalti (стрибнути)                                   |
| eks-    | Так       | колишній, екс-                                | eksedzo (колишній чоловік)                                               |
| fi-     | Так       | мерзенний                                     | fihomo (мерзенна людина); fiulo (мерзотник)                              |
| ge-     | Так       | на позначення обох статей                     | geulo (гермафродит); gea (гетеросексуальний)                             |
| mal-    | Так       | антонім                                       | malgranda (маленький); malriĉa (бідний)                                  |
| mis-    | Так       | помилковість                                  | misaŭdi (недочути)                                                       |
| pra-    | Так       | далека ступінь родинних зв'язків; первісність | praavo (прадід); prapatro (праотець); praa (доісторичний)                |
| re-     | Так       | зворотня дія                                  | resendi (відіслати назад); rekonstrui (перебудувати); rebrilo (відблиск) |

Неофіційні префікси есперанто: afro-, anti-, arĥi-, aŭdio-, aŭto-, bio-, des-, eko-, eŭro-, hiper-, infra-, ko-, kver-, makro-, meta-, mikro-, mini-, mono-, pre-, proto-, pseŭdo-, retro-, san-, semi-, stif-, tele-, termo-, ultra-, video.

### Інтерфікси
| Інтерфікс | Використання | Приклади |
| --------- | --- | --- |
| -o-       | між двома приголосними звуками, які розрізняються звучуванням (дзвінкий та глухий), двома однаковими звуками за всіма якостями, сонорними, голосним та приголосним, для розрізнення омонімів | rozokolora (рожевий колір), kantobirdo (співоча птиця); vivovespero (вечір життя); konkoludo (гра) — konkludo (висновок). |

### Постфікси
| Постфікс | Використання                                     | Приклади                           |
| -------- | ------------------------------------------------ | ---------------------------------- |
| -о       | більшість іменників                              | kateto (кішка), katideto (кошеня)  |
| -in      | похідні прикметники від назв істот жіночої статі | virin (жіночий)                    |
| -а       | всі прикметники та інші ад'єктивні слова         | inteligenta (розумний)             |
| -у       | множинні форми іменників і прикметників          | crockery (посуд)                   |
| -as      | форма теперішнього часу від усіх дієслів         | kredas (думаю), deriviĝas (тримаю) |

### Флексії
| Флексія | Використання                               | Приклади                 |
| ------- | ------------------------------------------ | ------------------------ |
| -a      | у прикметниках у називному відмінку однини | simpla (простий, проста) |
| -o      | в іменниках у називному відмінку однини    | karaktero (характер)     |
| -i      | в дієсловах з невизначеною формою          | labori (працювати)       |
| -e      | в прислівниках                             | formale (формально)      |

Інколи зі зміною флексії відбувається зміна частини мови: simpla (прикметник проста) — simple (прислівник просто), labori (дієслово працювати) — laboro (іменник праця).